# Chilodochonidae
Famille
Les Chilodochonidae sont une famille de Ciliés de la classe des Phyllopharyngea, et de l’ordre des Paracinetida.

## Étymologie
Le nom de la famille vient du genre type Chilodochona, créé par Hans Wallengren qui déclara : « le nom Chilodochona a été formé en accord avec les noms Spirochona Stein (famille des Spirochonidae) et Heliochona Plate (famille des Heliochonidae), dont il semble se rapprocher le plus ».
Le nom lui même se compose du préfixe chilo‑, du grec ancien χεῖλος / kheîlos, « lèvre, bouche d'un animal », et du suffixe ‑chona, « entonnoir », littéralement « entonnoir (sur) la bouche », en référence au fait que ce cilié a été découvert sur les pièces buccales de certains crustacés brachyures.
Quant à l'épithète spécifique de l'espèce type Chilodochona quennerstedti, son créateur Hans Wallengren déclara : « J'ai pris la liberté de donner à l'un des Chilodochona le nom de mon professeur, August Quennerstedt (d) (1837-1926), qui étudia, notamment, la faune d'infusoires. »

## Description
Les Chilodochonidae ont une taille moyenne (80 à 200 µm). Leur forme est ovoïde ou piriforme (en forme de poire), massive, non aplatie. Leur extrémité apicale est large, cylindrique, légèrement évasée. Leur collier est indistinct ou absent. Ils n’ont pas d'épines. Ils sont sessiles. Leur cortex est  nettement épaissi. Ils possèdent une tige longue, large et robuste, plutôt qu’un pédoncule. Leur ciliature somatique est structurée en deux champs ciliaires subparallèles. Leur ciliature orale est une cinétie circummorale bordant le côté gauche du cytostome. Leur macronoyau est hétéromère, allongé. Au moins un micronoyau est présent. Ils n’ont pas de vacuole contractile, ni de cytoprocte. Leur mode d’alimentation n’est pas connu.

## Habitat
Les Chilodochonidae vivent en milieu marin, en parasite sur les pièces buccales des crustacés décapodes des milieux littoraux et sublittoraux.
Le Chilodochona a été observé pour la première fois, à la station de Kristineberg (Stockhom, Suède) au cours de l'été 1892, sur les maxillaires d'un petit crabe, Ebalia tumefacta (en) Mont., puis plus tard sur les pièces buccale du Portunus depurator Leach.

## Liste des genres
Selon GBIF (31 juillet 2024) et Lynn (2010) :
- Chilodochona Wallengren, 1895 genre type
  - Espèce type : Chilodochona quennerstedti Wallengren, 1895
- Vasichona Jankowski, 1972

## Systématique
Le nom valide de ce taxon est Chilodochonidae Wallengren, 1895.

## Publication originale
(su) Hans Wallengren, Studier öfver ciliata infusorier : II. Slägtet Heliochona Plate slägtet Chilodochona n. g. slägtet Hemispeira Fabre-Domergue., vol. 1-2, E. Malmströms Boktryckeri, 1895, 148 p. (lire en ligne), p. 49-60